# 40 pr. n. št.
40 pr. n. št. je bilo po julijanskem koledarju navadno leto, ki se je začelo na četrtek, petek ali soboto, ali pa prestopno leto, ki se je začelo na četrtek ali petek (različni viri navajajo različne podatke). Po proleptičnem julijanskem koledarju je bilo navadno leto, ki se je začelo na petek.
V rimskem svetu je bilo znano kot leto sokonzulstva Kalvina in Polija, pa tudi kot leto 714 ab urbe condita.
Oznaka 40 pr. Kr. oz. 40 AC (Ante Christum, »pred Kristusom«), zdaj posodobljeno v 40 pr. n. št., se uporablja od srednjega veka, ko se je uveljavilo številčenje po sistemu Anno Domini.

## Dogodki
- Herod postane kralj Judeje.
- obleganje Perusie: Lucij Antonij se po neuspešnem poskusu preboja vrst oblegovalcev mesta (današnje Perugie) preda Oktavijanu. Ta prizanese njegovemu življenju, prebivalci pa so pobiti ali prodani v suženjstvo.
- Sekst Pompej osvoji Sardinijo in Korziko ter napade nekaj pristanišč na celini, med njimi Ostio.
- rimsko ljudstvo okrivi Triumvirat za podaljševanje vojne; na Rimskem forumu izbruhnejo izgredi, ki jih Oktavijan poskuša zadušiti s Pretorijsko stražo, a komaj preživi.
- Triumvirat z Brindizijsko pogodbo razdeli Rimsko republiko na interesne sfere. Oktavij se okliče za »imperatorja cezarja« in prevzame nadzor nad zahodnimi provincami.

## Rojstva
- Kleopatra Selena II., ptolemajska princesa († ok. 5 pr. n. št.)

## Smrti
- Gaj Klavdij Marcel (mlajši), rimski konzul (* 88 pr. n. št.)